# 김병익 (문학평론가)
김병익(金炳翼, 1938년 ~  )은 대한민국의 문학평론가이다.

## 생애
경상북도 상주에서 태어났다. 서울대학교 정치과 졸업. 1967년 《사상계》에 평론을 발표하면서 활동을 시작했다. 《60년대 문학의 위치》 《정치와 소설》 《시작의 의미》 등으로서 본격적으로 비평 활동을 시작했다. 그는 C. R. 밀스의 사회학적 상상력을 배경으로 정치와 사회를 문학 속에 수용한다는 기본 입장에서 지성적인 사회비판과 문학성을 균형있게 조화시키려는 노력을 계속하고 있다. 저서에 김주연(金柱演) 등과 공저인 《현대한국문학》을 비롯하여 《동아일보》에 연재되어 주목을 끌었던 《한국문단사》와 《지성과 문학》 등이 있다. 1983년 현대문학상을 수상했다. 문학과지성사 대표, 인하대학교 한국어문학과 초빙교수를 역임했다.